# Linea principale Arashiyama
La linea principale Arashiyama (嵐山本線?, Arashiyama Honsen) è una linea ferroviaria giapponese della città di Kyoto di proprietà della Keifuku Electric Railroad che collega la stazione di Shijō-Ōmiya nel quartiere Shimogyō, alla stazione Arashiyama nel quartiere Ukyō nella prefettura di Kyoto. Insieme alla Linea Kitano è conosciuta comunemente conosciuta come Randen (嵐電?).
La linea collega il centro di Kyoto con la pittoresca zona di Arashiyama, nella periferia occidentale.
Il simbolo del percorso utilizzato nella numerazione delle stazioni è A.

## Storia
La linea Arashiyama fu aperta tra Kyoto e Arashiyama nel 1910 come Tram di Arashiyama (嵐山電車軌道?, Arashiyama densha kidō) dalla Kobe-Kawasaki Zaibatsu. Nel 1918 la linea passa alla Kyōto Dentō (京都電燈?) che ne raddoppiò i binari tra il 1925 e il 1928. Nel 1942 venne acquisita dalla Keifuku Electric Railroad.

## Caratteristiche

### Linea
- Lunghezza: 7,2 km
- Scartamento: 1435 mm
- Numero di stazioni: 13
- Numero di binari: doppio binario
- Elettrificazione: 600V DC
- Velocità massima: 40 km/h

### Stazioni
- Tutte le stazioni si trovano nella città di Kyoto, nella prefettura di Kyoto
- Tutte le linee hanno un doppio binario

| N°  | Stazione          | Giapponese | Distanza        | Distanza | Collegamenti                                                                                                 | Posizione       |
| N°  | Stazione          | Giapponese | Tra le stazioni | Totale   | Collegamenti                                                                                                 | Posizione       |
| --- | ----------------- | ---------- | --------------- | -------- | --- | --------------- |
| A1  | Shijō-Ōmiya       | 四条大宮   | -               | 0        | Linea principale Hankyū Kyōto (HK-84: Ōmiya)                                                                 | Shimogyō, Kyoto |
| A2  | Saiin             | 西院       | 1.4             | 1.4      | Linea principale Hankyū Kyōto (HK-83)                                                                        | Nakagyō, Kyoto  |
| A3  | Nishiōji-Sanjō    | 西大路三条 | 0.6             | 2.0      | | Ukyō, Kyoto     |
| A4  | Kyoto             | 山ノ内     | 0.8             | 2.8      | | Ukyō, Kyoto     |
| A5  | Randen-Tenjingawa | 嵐電天神川 | 0.9             | 3.7      | Metropolitana di Kyoto Linea Tōzai (T17: Uzumasa Tenjingawa                                                  | Ukyō, Kyoto     |
| A6  | Kaikonoyashiro    | 蚕ノ社     | 0.2             | 3.9      | | Ukyō, Kyoto     |
| A7  | Uzumasa-Kōryūji   | 太秦広隆寺 | 0.5             | 4.4      | | Ukyō, Kyoto     |
| A8  | Katabiranotsuji   | 帷子ノ辻   | 0.8             | 5.2      | Randen Linea Kitano JR West Linea principale San'in (Linea Sagano) (JR-E07: Uzumasa)                         | Ukyō, Kyoto     |
| A9  | Arisugawa         | 有栖川     | 0.5             | 5.7      | | Ukyō, Kyoto     |
| A10 | Kurumazaki-Jinja  | 車折神社   | 0.5             | 6.2      | | Ukyō, Kyoto     |
| A11 | Rokuōin           | 鹿王院     | 0.3             | 6.5      | | Ukyō, Kyoto     |
| A12 | Randen-Saga       | 嵐電嵯峨   | 0.4             | 6.9      | JR West Sanin Main Line (Sagano Line) (JR-E08: Saga-Arashiyama) Ferrovia panoramica di Sagano (Torokko Saga) | Ukyō, Kyoto     |
| A13 | Arashiyama        | 嵐山       | 0.3             | 7.2      | | Ukyō, Kyoto     |